# Корольков, Юрий Михайлович
Юрий (Георгий) Михайлович Королько́в  (6 мая 1906, Сасово, Тамбовская губерния — 21 октября 1981, Москва) — русский советский писатель, журналист фронтовой корреспондент.

## Биография
Родился в семье агронома в с. Сасово Тамбовской губернии (ныне Рязанская область). Учился в Сасовской школе второй ступени. В 1922 году был принят в комсомол. Учился в институте народного хозяйства им. Г. В. Плеханова (1925—1928, окончил 3 курса).
Свою литературную деятельность начал с работы в редакции «Комсомольской правды» в 1927 году. Начал печататься в 1928 году. Работал корреспондентом ряда центральных газет («Правда», «Комсомольской правды», «Красная звезда») за рубежом. Автор историко-документальных романов и повестей. В 1928 году вступил в ВКП(б). В 1929 году в качестве корреспондента газеты «Комсомольская правда» совершил кругосветное путешествие на ледоколе «Ли́тке» и выпустил свою первую книгу «В тропики на ледорезе».
В годы Великой Отечественной войны сотрудничал в армейских фронтовых газетах («На разгром врага», 1 Ударная Армия; и другие) Подполковник. Член СП СССР с 1942. После войны — в газетах «Красная звезда», «Правда», журнале «Крокодил».
Увиденное и пережитое на фронте дало темы для многих его документально-художественных произведений, адресованных, в основном, взрослому читателю.
Основную известность получил как автор выдающегося романа-хроники, дилогии «Тайны войны» в 2-х томах (1946—1958 г.г.), третье издание которого появилось в свет в киевском государственном издательстве художественной литературы в 1963 году. Издание объединило в себе собственно «Тайны войны» и второй роман «Так было…» (1961), рассказывающие на основе архивных материалов, в том числе документов Нюрнбергского трибунала, о тайных пружинах Второй мировой войны и героической борьбе советских патриотов на фронтах Великой Отечественной, антифашистов за рубежом против германского нацизма и международного фашизма, борьбе национально-освободительного подполья в оккупированных гитлеровскими войсками европейских странах, деятельности противоборствующих дипломатических миссий и военных разведок.
Урна с прахом захоронена в закрытом колумбарии Ваганьковского кладбища города Москвы.

## Список произведений
- В тропики на ледорезе. (Рейс «Фёдора Литке»). — М.: Моск. рабочий, 1930.
- Испания в огне. 10 дней в Республиканской Испании. — М.: Мол. гвардия, 1937.
- К берегам Немана. Эпизоды освободительного похода по Западной Белоруссии. — М.: Воениздат, 1940.
- Комсомольцы на фронте. Очерки о бойцах-комсомольцах, участниках войны с белофиннами. — М.: Мол. гвардия, 1940.
- Корольков Ю. М., Исбах А. А. 123-я в боях с белофиннами. — М.: Воениздат, 1941.
- Снайперы. — М.: Мол. гвардия, 1941.
- Цена оружия. Истребитель Герой Советского Союза Хазимурза Мильдзихов. — М.: Мол. гвардия, 1942.
- Автоматчик Мильдзихов. — М.: Воениздат, 1943.
- Янки в Германии. — М.: Правда, 1950.
- В Германии после войны. Записки корреспондента. — М.: Сов. писатель, 1951.
- Партизан Лёня Голиков. Повесть. — М.: Мол. гвардия, 1955. — 318с.
- Тайны войны. Роман-хроника. — М.: Сов. писатель, 1957.
- Жизнь — песня. Жизнь и борьба поэта Мусы Джалиля. — М.: Госполитиздат, 1959.
- Через сорок смертей. Документальная повесть. — М.: Мол. гвардия, 1960. — 288с.
- Так было… Роман-хроника. — М.: Сов. писатель, 1961.
- В Германии после войны… и ещё через двадцать лет. — М.: Сов. писатель, 1965.
- Человек, для которого не было тайн (Рихард Зорге). — М.: Политиздат, 1965.
- В катакомбах Одессы. Документальная повесть. — М.: Мол. гвардия, 1968.
- Кио ку мицу! Совершенно секретно — при опасности — сжечь! Роман-хроника. — М.: Сов. писатель, 1970.
- Операция «Форт». — М.: Сов. Россия, 1970. 464 страниц; 100.000
- Где-то в Германии… Документальная повесть. — М.: Политиздат, 1971.
- Не пропавший без вести… М.: Политиздат, 1971. — 120с.
- Феликс — значит счастливый. Повесть о Феликсе Дзержинском. — М.: Политиздат, 1974.
- Далёкое, не забытое…. — М.: Сов. Россия, 1975.
- В годы большой войны. — М.: Советский писатель, 1981, 1983